# 多忠龍

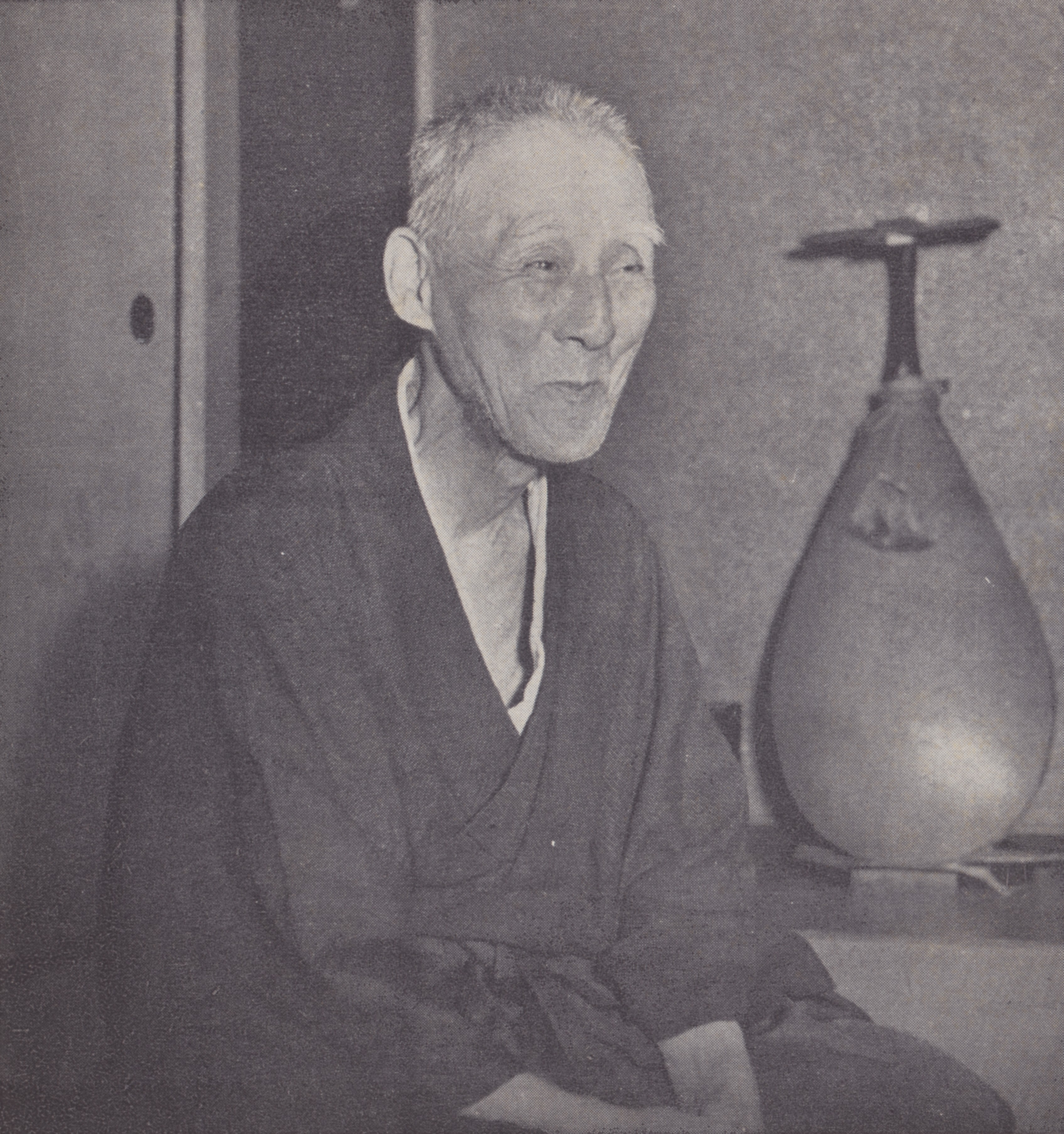
多忠龍の写真

多 忠龍（おお の ただたつ、1865年4月10日（元治2年3月15日） - 1944年（昭和19年）12月22日）は、雅楽家、帝国芸術院会員。
京都出身。古代以来の宮廷雅楽家の家に生まれる。父は右近衛将曹・多忠廉（1847－1916）。1872年（明治5年）宮内省一等出仕、1888年（明治21年）楽手伶人。1902年（明治35年）雅楽師ならびに楽師（クラリネット演奏）。1921年（大正10年）宮内省楽部楽長。1924年（大正13年）辞任。1937年（昭和12年）帝国芸術院会員。1942年（昭和17年）著書『雅楽』刊行。
長男の重守（1894年生）は滋賀重列の養子となる。